# Martin Otava
Martin Otava (* 21. února 1963 Praha) je český herec, režisér, divadelní ředitel a pedagog.
Vystudoval herectví (1978–1984) a operní zpěv (1979–1985) na Pražské konzervatoři a operní režii pak na Akademii múzických umění v Praze ve třídě Miroslava Nekvasila (2002–2005). Již během studia spolupracoval s Československou televizí, rozhlasem a filmem, dále v Národním divadle jako herec, moderátor a recitátor. Herecky působil rovněž ve Východočeském divadle v Pardubicích, v Divadle na Vinohradech, v Hudebním divadle Karlín a Kolíně. V desetiletí po roce 2000 patřil k nejvyhledávanějším operním režisérům v ČR, pravidelně působil také v zahraničí, např. Japonsku. V letech 1991–2006 působil jako operní režisér ve Státní opeře Praha. V letech 2009–2014 byl jmenován ředitelem Divadla F. X. Šaldy v Liberci, od roku 2014 je ředitelem Divadla J. K. Tyla v Plzni. Jako pedagog vyučoval na Akademii múzických umění v Praze a na Pražské konzervatoři. Poněkolikáté je členem poroty mezinárodní pěvecké soutěže A. Dvořáka v Karlových Varech. Je zakladatelem Komorní opery Praha o.s. a České opery Praha o.s.

## Režijní činnost
- Donizetti: Nápoj lásky - Státní opera Praha
- Rossini: Lazebník sevillský - Státní opera Praha
- Ponchielli: Gioconda - Státní opera Praha
- Wagner: Lohengrin - Státní opera Praha
- Gounod: Faust a Markétka - Státní opera Praha
- Puccini: Tosca - Státní opera Praha
- Verdi: Trubadůr - Státní opera Praha
- Verdi: Maškarní ples - Státní opera Praha
- Strauss: Netopýr - Státní opera Praha
- Lehár: Giuditta - Národní divadlo Brno
- Hervé: Mamzelle Nittouche - Národní divadlo Brno
- Hasse: Ezio - Severočeské divadlo Opera Balet Ústí n/L
- Donizetti: Nápoj lásky - Severočeské divadlo Opera Balet Ústí n/L
- Handel: Xerxes - Severočeské divadlo Opera Balet Ústí n/L
- Čajkovský: Evžen Oněgin - Severočeské divadlo Opera Balet Ústí n/L
- Lehár: Paganini - Severočeské divadlo Opera Balet Ústí n/L
- Wagner: Bludný Holanďan - Severočeské divadlo Opera Balet Ústí n/L
- Gounod: Faust a Markétka - Divadlo F. X. Šaldy Liberec
- Verdi: Don Carlos - Divadlo F. X. Šaldy Liberec
- Donizetti: Poprask v opeře - Divadlo F. X. Šaldy Liberec
- Donizetti: Viva la mamma - Divadlo J.K.Tyla Plzeň
- Verdi: Rigoletto - Divadlo J.K.Tyla Plzeň
- Verdi: Aida - Divadlo J.K.Tyla Plzeň
- Adam: Postilión z Lonjumeau - Divadlo J.K.Tyla Plzeň
- Mozart: Don Giovanni - Divadlo J.K.Tyla Plzeň
- Kalmán: Hraběnka Marica - Divadlo J.K.Tyla Plzeň
- Burghard: Ohňostroj - Divadlo J.K.Tyla Plzeň
- Strauss: Salome - Divadlo J.K.Tyla Plzeň
- Wagner: Bludný Holanďan - Moravské divadlo Olomouc
- Rossini: Straka zlodějka - Moravské divadlo Olomouc
- Verdi: Traviata - Moravské divadlo Olomouc
- Donizetti: Lucia z Lamermouru - Moravské divadlo Olomouc
- Verdi: Traviata - Opera Praha Open-Air
- Verdi: Rigoletto - Opera Praha Open-Air
- Mozart: Don Giovanni - Opera Praha Open-Air
- Mozart: Kouzelná flétna - Opera Praha Open-Air
- Rossini: Lazebník sevillský - Opera Praha Open-Air
- Mozart: Don Giovanni - Český Krumlov-otáčivé jeviště
- Dvořák: Rusalka - Loket – Amfiteátr
- Mozart: Kouzelná flétna - Loket – Amfiteátr
- Verdi: Nabucco - Loket – Amfiteátr
- Verdi: Rigoletto - Loket – Amfiteátr
- Bizet: Carmen - Loket – Amfiteátr
- Čajkovský: Evžen Oněgin - Loket – Amfiteátr
- Verdi: Aida - Loket – Amfiteátr
- Händel: Julius Caesar - Divadlo F. X. Šaldy Liberec
- Belini: La sonambulla - Divadlo F. X. Šaldy Liberec
- Puccini: Edgar - Divadlo F. X. Šaldy Liberec
- Gluck: Orfeus a Eurydika - Divadlo F. X. Šaldy Liberec
- Rubinstein: Démon - Divadlo F. X. Šaldy Liberec
- Offenbach: Robinson Crusoe - Divadlo F. X. Šaldy Liberec
- Verdi: La traviata - Divadlo F. X. Šaldy Liberec
- Straus: Netopýr - Divadlo F. X. Šaldy Liberec
- Dvořák: Rusalka - Divadlo F. X. Šaldy Liberec
- Bodorová: Legenda o Kateřině z Redernu - Divadlo F. X. Šaldy Liberec
- Offenbach: Hoffmanovy povídky - Divadlo F. X. Šaldy Liberec
- Smetana: Libuše - Divadlo J. K. Tyla v Plzni
- Janáček: Zápisník zmizelého - Divadlo J. K. Tyla v Plzni
- Puccini: Edgar - Divadlo J. K. Tyla v Plzni
- Verdi: Macbeth - Divadlo J. K. Tyla v Plzni
- Puccini: Madama Butterfly - Divadlo J. K. Tyla v Plzni
- Cherubini: Medea - Divadlo J. K. Tyla v Plzni
- Thomas: Hamlet - Divadlo J. K.Tyla v Plzni
- Fibich: Nevěsta Messinská - Divadlo J. K. Tyla v Plzni
- Lehár: Veselá vdova - Divadlo J. K. Tyla v Plzni a Hudební divadlo Karlín

#### Zahraniční scény
- Strauss: Salome - Varšava Národní divadlo
- Janáček: Jenůfa - Bratislava Národní divadlo
- Janáček: Příběhy lišky Bystroušky - Tokio Orchad Hall
- Janáček: Katia Kabanova - Tokio Orchad Hall
- Janáček: Z mrtvého domu - Tokio Orchad Hall
- Janáček: Věc Makropulos - Tokio Orchad Hall
- Janáček: Výlety pana Broučka - Tokio Orchad Hall
- Mozart: Kouzelná flétna - Tokio Orchad Hall
- Mozart: Figarova svatba - Tokio Orchad Hall
- Rosini: Lazebník sevillský - Tokio Metropolitan Hall
- Wagner: Valkýra - Wels Wagner festival
- Janáček: Katia Kabanova - Catania Teatro Max.Belini
- Mozart: Don Giovanni - Bayreuth Martgrefl.Opernhaus
- Hasse: Ezio - Bayreuth Martgrefl.Opernhaus
- Handel: Xerxes - Bayreuth Martgrefl.Opernhaus
- Verdi: Rigoletto - Annaberg Stadt Theater
- Donizetti: Basta la Mamma - Furth-Norinb. Stadt Theater
- Strauss: Salome - Bergen Vest Opera
- Pucinni: Tosca - Bergen Vest Opera
- Mozart: Kouzelná flétna - Columbus Opera Hall
- J.Strauss: Netopýr - Wichita Grandopera
- Verdi: Maškarní ples - Wichita Grandopera
- Gounod: Faust - Wichita Grandopera
- Straus: Netopýr - Atlanta Fox Theatre
- Belini: La sonambulla - Szczecin Staatsoper
- Offenbach: Robinson Crusoe - Szczecin Staatsoper